# Lactarius evosmus

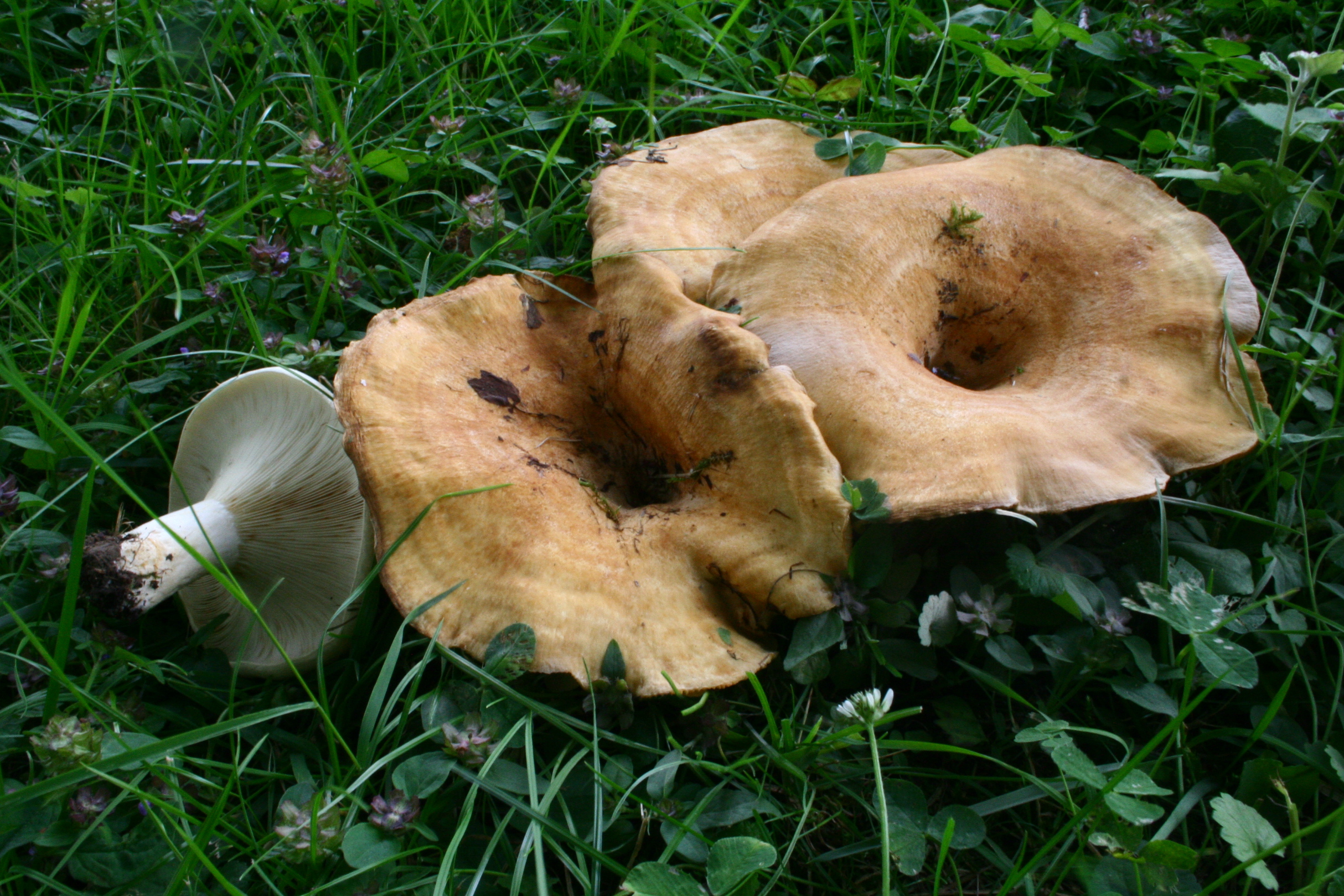

Lactarius evosmus Kühner & Romagn. – gatunek grzybów należący do rodziny gołąbkowatych (Russulaceae).

## Systematyka i nazewnictwo
Pozycja w klasyfikacji według Index Fungorum: Lactarius, Russulaceae, Russulales, Incertae sedis, Agaricomycetes, Agaricomycotina, Basidiomycota, Fungi.
Po raz pierwszy opisali go w 1954 r. Robert Kühner i Henri Charles Louis Romagnesi we Francji. Nadana przez nich nazwa naukowa jest aktualna. Synonimy:
- Lactarius evosmus f. brigantiacus L. Rémy 1965
- Lactarius evosmus var. scrobipes Kühner & Romagn. 1953[2].

## Morfologia
Kapelusz
Średnica 5–10 cm, w stanie dojrzałym lekko wgłębiony z wyraźnie podwiniętym brzegiem. Powierzchnia gładka, nie kleista, o barwie słomkowej, ochrowej lub czerwonawej, ale często z bladym, nawet białawym brzegiem.
Blaszki
Gęste, kremowoochrowe, po dotknięciu brązowawe.
Trzon
Wysokość 2–4,5 cm, grubość 1–2 cm, więc krótki w stosunku do średnicy kapelusza, często nierówny. Powierzchnia biała lub biaława, nie łuszcząca się.
Miąższ
Twardy, kruchy, biały lub nieco różowawy jak u mleczaja pręgowanego. Zapach podobny do owoców, mleczko mlecznobiałe o cierpkim smaku.
Cechy mikroskopowe
Bazydiospory kremowoochrowe, 6,7–9,5 × 5,2–7 µm, z urzeźbieniem siateczkowatym, przerywanym. Podstawki czterozarodnikowe. Cystydy niezbyt widoczne, nieliczne lub nawet rzadkie, bardzo trudne do zauważenia bez pomocy sulfaldehydu

## Występowanie i siedlisko
Znane są jego stanowiska głównie w Europie, poza nią podano je tylko w Korei i Meksyku. W Europie jest szeroko rozprzestrzeniony, ale rzadki. W Polsce do 2003 r. gatunek ten był nieznany, po raz pierwszy jego stanowiska podano w 2021 r. w Krakowie (był błędnie zgłoszony jako mleczaj pręgowany Lactarius zonarius). Znajduje się na liście gatunków zagrożonych i wartych objęcia ochroną.
Naziemny grzyb mykoryzowy żyjący w symbiozie z drzewami liściastymi.